# Priocca
Priocca är en ort och kommun i provinsen Cuneo i regionen Piemonte i Italien. Kommunen hade 1 991 invånare (2018).